# Paul Ehrenbielke
Paul Ehrenbielke, tidigare Aschling, född 9 september 1630 i Askeryds församling, död 18 april1700, var en svensk assessor.

## Biografi
Paul Ehrenbielke föddes 1630 på Olstorp sätesgård i Askeryds församling. Han var son till fogden Jakob Bengtsson och Elin Pålsdotter. Ehrenbielke blev i mars 1648 student vid Uppsala universitet. Han blev sedan bokhållare hos landshövdingen Jesper Cruus, presidenten Christer Bonde och änka Elsa Bonde. Ehrenbielke arbetade sedan som auskultant i Göta hovrätt och blev 15 december 1674 vice fiskal i kammarkollegium. Han blev 12 januari 1678 advokatfiskal i kammarkollegium och 14 april 1684 assessor i Göta hovrätt. Ehrenbielke adlades Ehrenbielke 21 mars 1695  och introducerades i Sveriges Riddarhus som nummer 1329. Han avled 1700 och begravdes i Eksjö kyrka där hans vapen sattes upp.

### Egendom
Ehrenbielke ägde gården Kunhult i Askeryds socken.

### Familj
Ehrenbielke gifte sig 1670 med Magdalena Svinfot (död 1716), som var dotter till kyrkoherden Martin Svinfot i Färila församling och Malin Bengtsdotter. De fick tillsammans barnen Helena Ehrenbielke (1671–1746) som var gift med presidenten Erik Gammal Ehrenkrona och Magdalena Ehrenbielke (1674–1770) som var gift med sekreteraren Johan Teller i Göta hovrätt och sekreteraren Achatius Jeremias Hager i Göta hovrätt.